# طريقة انظر بوضوح
طريقة انظر بوضوح كانت برنامج تمرين العين الذي تم تسويقه كبديل لاستخدام النظارات، العدسات اللاصقة، وجراحة العين لتحسين الرؤية. وتوقفت المبيعات بموجب إجراءات قانونية في عام 2006. الطريقة غير مدعومة بالعلم الأساسي، ولم تجر أي دراسات بحثية قبل التسويق. ويستند البرنامج جزئياً إلى طريقة بيتس، وهو علاج بديل تم تصميمه في أوائل القرن العشرين، والذي يفتقر إلى الأدلة السريرية لدعم الادعاء بأنه قادر على تحسين البصر.

## تاريخ
تم إنشاء طريقة انظر بوضوح من قبل أربعة أفراد أطلقوا على أنفسهم «معهد الرؤية الأميركي»: عالم العيون ديفيد موريس، وعالم البصريات ميريل ألين، عالم النفس فرانسيس يونغ، والكيميائي النووي ستيفن بيريسفورد. في عام 1996، قاموا بتأليف كتاب بعنوان تحسين رؤيتكم بدون نظارات أو عدسات لاصقة: برنامج جديد من تمارين العين العلاجية ، والذي استند إليه النظام اللاحق. عندما رأى فيرفيلد ،لوا، رجل الأعمال كليف روز الكتاب، طلب من المؤلفين تطوير البرنامج. إلى جانب المحامي ديفيد سايكس، أنشأ روز تكنولوجيات تحسين الرؤية ، التي تمتلك وتسوق طريقة انظر بوضوح، التي تم الإعلان عنها بكثافة في الإذاعة والتلفزيون من 2001 إلى 2006، بتأييد من الممثلة مارييت هارتلي.
وقد وصفت طريقة انظر بوضوح بأنها:«نقدت بما فيه الكفاية وفضحت بإسهاب».
رفضت كل من مجلة رابطة البصريات الأمريكية ومجلة قياس البصريات السلوكية نشر دراسة من قبل معهد الرؤية الأمريكي تثبت على ما يُزعم فعالية الطريقة. ثم قام التحالف بنشر الورقة بنفسه على موقعه على الإنترنت.

## تقنيات
تم تكييف بعض تقنيات البرنامج من طريقة بيتس، مجموعة من التقنيات التي طورها ويليام بيتس في أوائل القرن العشرين. وتستند هذه التقنيات إلى نظريات بيتس غير التقليدية، التي رفضها باستمرار المجتمع العلمي والطبي. ومع ذلك، لا توجد أدلة تشير إلى أن طريقة بيتس، كليا أو جزئيا، فعالة.
بعض تقنيات طريقة الرؤية الواضحة:
«الترومبونينج» تتضمن عملية حمل جسم صغير على مسافات متفاوتة من عين المرء، واستنشاقه أثناء تحريكه وزفيره أثناء نقله للخارج. وجاء في دليل البرنامج أن «الترومبونينج تمارين آلية التركيز، وتحسن التحكم في عضلات العين، وتحفز تدفق العناصر الغذائية داخل العين».
«تمرين مخطط المسح» يضمن تحريك الرسم البياني خارج نطاق التركيز، ثم القفز من نقطة إلى أخرى في الوقت المناسب مع الموسيقى في فيديو التمرين الخاص بالبرنامج.
أوصى البرنامج بالعلاج بالضغط الابري، وهو في جوهره تدليك للعضلات المحيطة بالعين.
«القراءة البليغة» استلزم تحويل مجلة رأسا على عقب على بعد حيث الكلمات غير واضحة، واختيار كلمة والنظر من حولها، ثم حول أي حروف يمكن للمرء التعرف عليها.
واقتُرحت تأكيدات شخصية مثل «أرى أفضل كل يوم» أو «أستطيع أن أرى بدون نظارتي».
«العلاج بالضوء»، شكل مختلف من «التشمس» لبيتس، انطوى على الجلوس بعينيه مغلقتين والوجه على بعد ست بوصات من مصباح غير مشبع بقدرة 150 واط، بعيدا بما يكفي لجعل العينين «دافئة بشكل لطيف ولكن ليست ساخنة جدا»، وفقا للدليل.
«بالمينج (مس براحة اليد)» تقنية أخرى تم تكييفها من بايتس، تضمنت إغلاق العيون واستراحتهم ضد راحة الكفين.
«العلاج المائي» يتضمن وضع مناشف مبللة بالماء الساخن والبارد بالتناوب على العينين.

## إجراءات قانونية
رفع المدعي العام لولاية آيوا، توم ميلر، في 2005 دعوى احتيال ضد المستهلكين ضد تكنولوجيات تحسين الرؤية، المروج لطريقة انظر بوضوح. وادعت الدعوى أن «تكنولوجيات تحسين الرؤية تستخدم مزيجا من أساليب التسويق المضللة وغير المنصفة لبيع مجموعاتها، بما في ذلك الادعاءات المبالغ فيها بشأن الفعالية، والآثار الزائفة للصحة العلمية، وشهادات المستهلكين المضللة في الإعلانات». وفي شباط 2006، أصدرت محكمة في آيوا أمراً مؤقتاً يقيد بعض جوانب تسويق الشركة. وفي 2 تشرين الثاني 2006، أعلن بيان صحفي صادر عن مكتب المدعي العام في آيوا مرسوما بالموافقة على تحسين الرؤية، تقوم بموجبه الشركة بوقف المبيعات، وتقديم التعويض للعملاء، وتصفية سجلات ائتمان الزبائن عن أي ملفات تتعلق بطريقة انظر بوضوح، ووقف العمليات اعتبارا من كانون الأول 2006.
في 18 كانون الأول 2006، ذكر موقع الشركة على الإنترنت، «اعتبارا من 1 تشرين الثاني 2006، لم تعد طريقة انظر بوضوح متاحة للبيع». رداً على شكوى قدمها مكتب المدعي العام في كاليفورنيا في عام 2007 بشأن تورط ديفيد موريس في طريقة «انظر بوضوح»، وضع موريس تحت المراقبة لمدة خمس سنوات في عام 2008 من قبل مجلس إدارة البصريات في الولاية.

## روابط خارجية
- Steven M. Beresford؛ David W. Muris؛ Merrill J. Allen؛ Francis A. Young (1996). Improve your vision without glasses or contact lenses. Simon and Schuster. ISBN:978-0-684-81438-4. مؤرشف من الأصل في 2022-01-22.
- Casewatch
- Mishori، Ranit (12 سبتمبر 2006). "Eyeballing the Vision Workout". واشنطن بوست. ص. HE01. مؤرشف من الأصل في 2022-01-22.
- Consumeraffairs.com